# 칼코둥근귀박쥐
칼코둥근귀박쥐(Lophostoma kalkoae)는 주걱박쥐과(신세계잎코박쥐류)에 속하는 박쥐의 일종이다. 파나마의 토착종이다. 작은 크기의 박쥐로 전완장은 44.6~45.8mm이고, 꼬리 길이는 8.4~8.9mm, 발 길이는 12.5~12.8mm이다.